# Erechthias pachygramma
Erechthias pachygramma är en fjärilsart som beskrevs av Edward Meyrick 1921. Erechthias pachygramma ingår i släktet Erechthias och familjen äkta malar.
Artens utbredningsområde är Sri Lanka. Inga underarter finns listade i Catalogue of Life.